# Wallfahrtskirche Maria Bründl (Wilhelmsdorf)

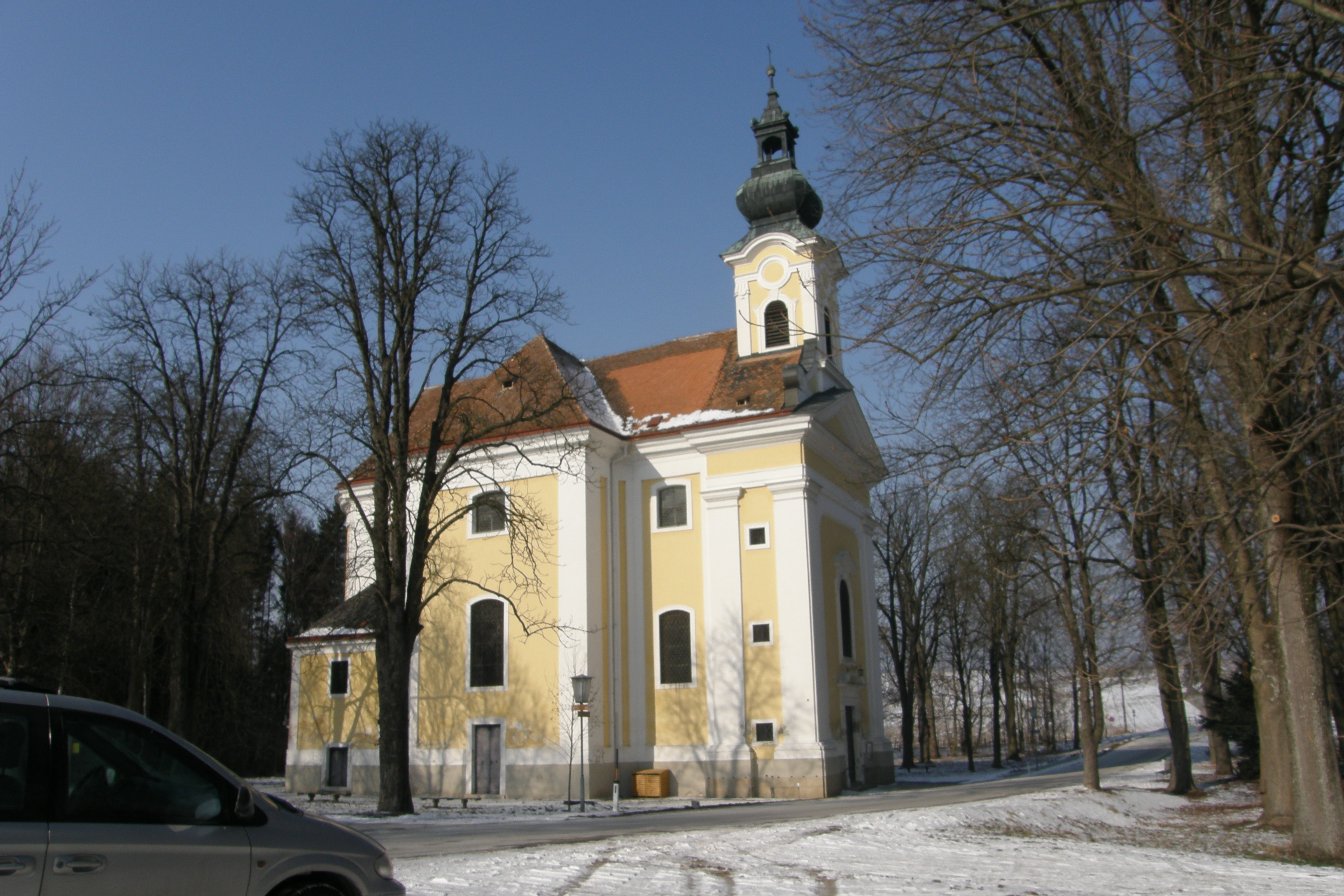
Wallfahrtskirche Maria Bründl

Die Wallfahrtskirche Maria Bründl ist eine römisch-katholische Kirche in Wilhelmsdorf in der niederösterreichischen Gemeinde Poysdorf. Sie liegt südwestlich außerhalb des Ortes, an der Straße nach Staatz, inmitten eines Auwäldchens am Poysbach. Der spätbarocke Bau hat einen kreuzförmigen Grundriss und eine Turmfassade. Als Filiale der Pfarre Poysdorf gehört sie zur Erzdiözese Wien. Sie steht unter Denkmalschutz (Listeneintrag).

## Geschichte
Die nordwestlich der Kirche gelegene Heilquelle wurde nachweislich bereits in der Zeit des Dreißigjährigen Krieges – vermutlich aber auch schon davor – zu Heilzwecken aufgesucht.
An Stelle der heutigen Kirche befand sich 1637 ein einfaches Holzkreuz. Aus Dankbarkeit für die Abwendung der Pest errichtete die Gemeinde Poysdorf 1655–1657 eine Kapelle. Zwischen 1740 und 1751 wurde östlich daran anschließend nach den Plänen des Architekten Donato Felice d’Allio und unter Leitung des Baumeisters Andreas Hammer die heutige Kirche erbaut.

## Äußeres
Das lisenengegliederte Langhaus hat kurze Querarme und einen eingezogenen Chor mit Segmentbogenschluss im Westen. Das Emporenjoch und die Giebelfassade sind mit Pilastern auf hohen Sockeln ausgestattet. Das rechteckige Eingangsportal verfügt über seitliche Pilastern und einen gesprengten Giebel. Darüber befinden sich Rundbogenfenster mit dreieckgiebeliger Verdachung über Traufgesims und dekorativer Rahmung. Dahinter erhebt sich über einem Volutengiebel der Turm mit rundbogigen Schallfenstern mit reicher Putzrahmung, Eckpilastern und Zwiebelhelm mit Laterne. Westlich an den Chor schließt die ältere Kapelle von 1653/57 an. Sie hat einen achtseitigen Grundriss und im Inneren eine Kuppelwölbung über Gesims. Zu beiden Seiten des Chores gibt es zweigeschoßige, lisenengegliederte Anbauten. Die schmiedeeisernen Türen und Fensterkörbe stammen aus der Bauzeit. An der Nordseite des Langhauses befindet sich eine steinerne Außenkanzel.

## Inneres
Der hohe und helle Innenraum verfügt über ein schmales Emporenjoch und ein anschließendes quadratisches Joch mit abgeschrägten Ecken unter Platzlgewölben. Die kurzen Querarme liegen unter Tonnengewölben. Der Hauptraum hat Gurtbögen über Pilastern auf hohen Sockeln mit vergoldeten Volutenkapitellen. Diese sind im Chor und an den Querarmen durch Gesims verbunden. Darüber liegt ein schweres verkröpftes Gebälk. Oberhalb und unterhalb der Gesimse befinden sich Segmentbogenfenster. Die zweigeschoßige, vorschwingende Orgelempore mit Putzdekor und gegliederter Brüstung ist von einer Stichkappentonne unterwölbt. Der um zwei Stufen erhöhte Chor liegt unter einem Platzlgewölbe über Gurtbögen auf Pilastern. In die Kalotte der Apsis schneidet eine Stichkappe ein. Die Emporenfenster an der Chorseite sind von stuckiertem Bandlwerk gerahmt. Die Platzlgewölbe in den nördlich und südlich an den Chor anschließenden Seitenräumen liegen zwischen schmalen Tonnen. Die mit 1910 bezeichneten Glasmalereien im Langhaus stellen Szenen aus dem Leben der heiligen Elisabeth dar.

## Einrichtung
Der in den Chorschluss einbezogene Hochaltar wurde 1767 von Johann Michael Reif errichtet. Er verfügt über eine Säulenädikula über gekurvtem Grundriss, je zwei Gebälk tragende Säulen auf hohem Postament und einen geschwungenen Aufsatz mit einer Gottvater-und-Engel-Gruppe. In einer nischenartigen Vertiefung in der Mitte des Altars befindet sich innerhalb eines von Engeln gehaltenen, reich dekorierten Metallrahmens aus der Mitte des 18. Jahrhunderts das 1675 gestiftete Gnadenbild mit einer Paraphrase nach Raffael. Seitlich auf Sockeln stehen Konsolfiguren der Heiligen Joachim und Anna. Das Tabernakel auf dem freistehende Altartisch stammt aus der frühklassizistischen Epoche.
Die Seitenaltäre an der westlichen Langhausecke verfügen über zweigeschoßige Säulenädikulen über gekurvtem Grundriss mit eingestelltem Altartisch. Darüber erheben sich je zwei Säulen mit Aufsatz über geradem Gebälk. Das linke Altarblatt ist mit 1770 Matthias Hertzinger bezeichnet und stellt den heiligen Leopold dar. Es wird von Konsolfiguren der Heiligen Franziskus und Dominikus aus dem dritten Viertel des 18. Jahrhunderts flankiert und hat ein Aufsatzbild der Marienkrönung. Das rechte Altarblatt mit einer Darstellung des Heiligen Josef ist mit Georg Kugler 1866 bezeichnet. Die Konsolstatuen der Heiligen Petrus und Paulus stammen aus der Mitte des 19. Jahrhunderts. Am Aufsatzbild ist die Verkündigung Mariäns dargestellt.
Die Rokokokanzel mit Putten und Evangelistensymbolen am Korb und einer Ecclesia-Figur am Schalldeckel ist ein Werk Philipp Schönauers aus dem Jahr 1754. Die gegenüberliegende Figur der schmerzhaften Maria unter einem Kruzifix stammt aus dem dritten Viertel des 18. Jahrhunderts. Zur weiteren Ausstattung zählen zwei Konsolfiguren der Heiligen Johannes Nepomuk und Franz Xaver aus dem dritten Viertel des 18. Jahrhunderts im Langhaus, zwei barocke Beichtstühle und zwei frühbarocke Madonnenstatuen aus dem 17. Jahrhundert. Eine Glocke wurde 1666 von Balthasar Heroldt gegossen.